# Eladio Reyes
Eladio Reyes (8 de janeiro de 1948) é um ex-futebolista peruano. Ele competiu na Copa do Mundo de 1970, sediada no México, na qual a seleção de seu país terminou na sétima colocação dentre os 16 participantes.